# Sporomega degenerans
Sporomega degenerans är en svampart som först beskrevs av Elias Fries, och fick sitt nu gällande namn av August Karl Joseph Corda 1842. Sporomega degenerans ingår i släktet Sporomega och familjen Rhytismataceae.  Arten är reproducerande i Sverige. Inga underarter finns listade i Catalogue of Life.